# Quercus franchetii
Quercus franchetii — вид рослин з родини Букові (Fagaceae); поширений у Китаї й Таїланді.

## Опис

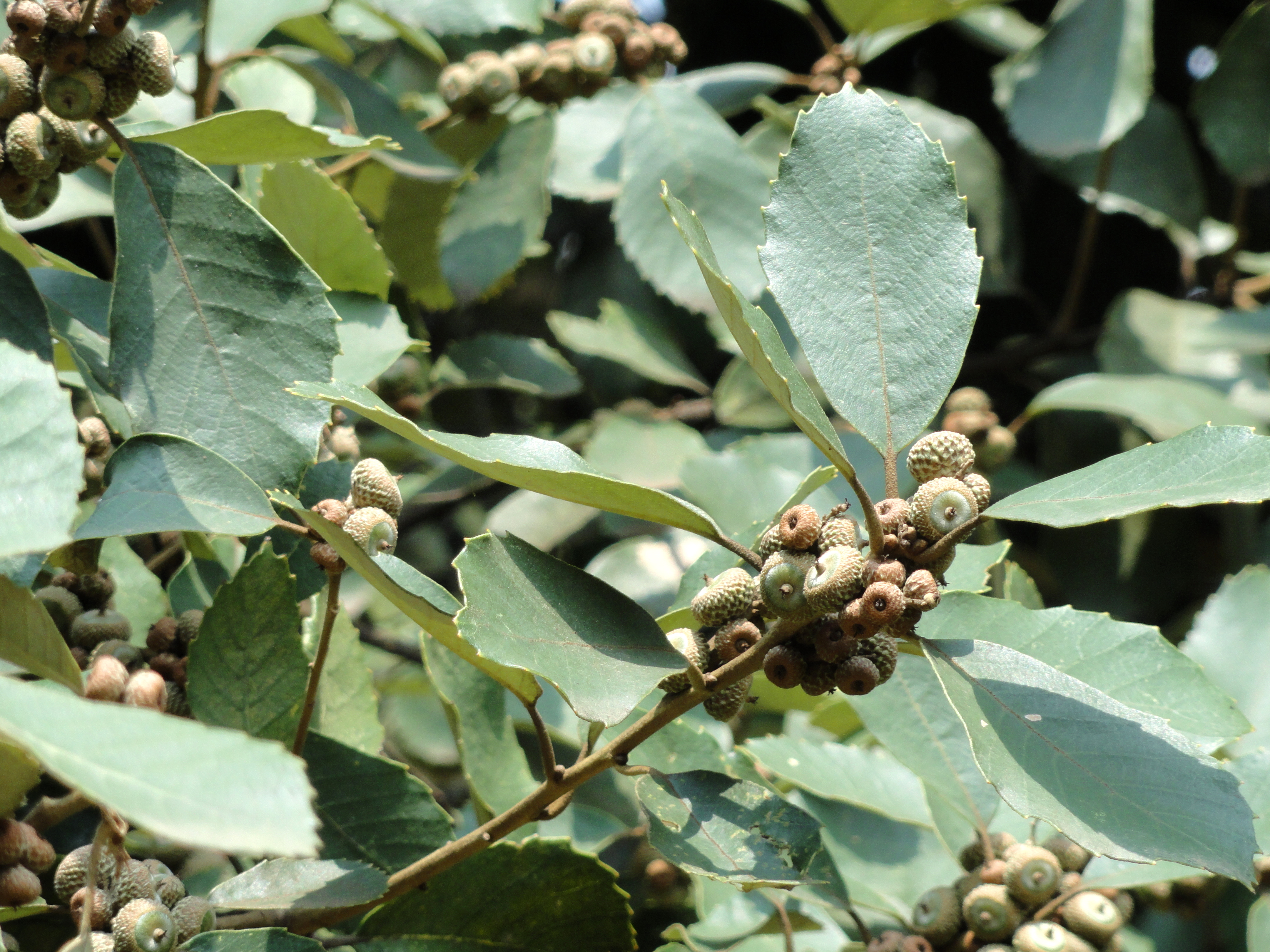
листки й жолуді

Вічнозелене дерево, яке зазвичай 4–6 м заввишки, але може досягати 15 м. Кора темно-сіра. Гілочки червонувато-коричневі, спочатку волохаті, стаючи безволосими. Листки 5–8 × 2.5–3 см, шкірясті, оберненояйцюваті або еліптичні, загострені; основа клиноподібна або злегка закруглена; голі, гладкі, блискучі зверху; знизу густо-жовтувато вовнисті; край зубчастий окрім як біля основи; ніжка листка 1–2 см завдовжки, жовтувато-сіро вовниста. Жіночі суцвіття 1–2 см. Жолудь завдовжки 0.9–1.1 см, діаметром 3.5–5 см, ± кулястий, верхівка плоска або округла; стебельце 1.5–3 см; чашечка жолудя вкриває горіх на 2/3, діаметром 0.8–1.1 см; дозріває 1 або 2 роки.
Період цвітіння: лютий — березень. Період плодоношення: вересень.

## Середовище проживання
Поширення: південний Китай, північний Таїланд. 
Населяє змішані мезофітні ліси на висотах 800–2600 м.